# Nancy Greene
Nancy Catherine Greene (Ottawa, 11 de maio de 1943) é uma ex-esquiadora campeã olímpíca e mundial, e atual senadora canadense.